# France 2
«Франс 2» (France 2) — 2-я программа Телевидения Франции, а также анонимное общество (до 1992 года называлось «Антенн 2») вещавшее по ней с 6 января 1975 до 2010 года.

## Телевещательная деятельность компании «Франс 2»
- С 6 января 1975 до 2010 года компания вещала по 2-му каналу — общегосударственному, информационному, общественно-политическому и художественному по системе «СЕКАМ», с 1992 года — без дикторов и круглосуточно, с 31 марта 2005 года — также по системе «ДВБ-Т», с 7 апреля 2008 года — в формате «16:9», а с 1 июля 2008 года — в формате высокой чёткости, с 1979 года о общему с ним техническому каналу передавался телетекст по системе (Antiope) (в 1991 году заменена телетекстом общеевропейского стандарта), включающему в себя информационные программы «Ле Журналь де 20 Ор» и «Ле Журналь де 13 ор», общественно-политические, художественно-публицистические передачи, премьеры и повторы телефильмов и телесериалов, телевизионные премьеры и повторы кинофильмов;
- В 1992—1998 гг. совместно с «Франс 3» — по кабельно-спутниковому телеканалу «Франс Сюпервизьон»;
- С 28 марта по 17 апреля 1994 года совместно с «Франс 3» — в утреннем и дневном эфире 5-го телеканала (телеканал «Теле Амплуа» (Télé emploi).

## Владельцы компании «Франс 2»
Владельцами телекомпании являлись:
- в 1975—2000 гг. — Министерство национальной экономики Франции
- в 2000—2010 гг. — анонимное общество «Франс Телевизьон»

## Руководство и структура компании «Франс 3»
Руководство компанией «Франс 2» в 1975—2010 гг. осуществляли:
- административный совет, назначавшийся Президентом Республики по предложению Правительства, Высшим советом аудиовизуала, Сенатом, Национальным Собранием и трудовым коллективом;
- президент с полномочиями генерального директора (с 1991 года общий с компанией «Франс Регион 3»), который в 1975—1982 гг. назначался Президентом Республики по предложению Правительства, в 1982—2000 гг. — Высшим советом аудиовизуала, а с 2000 года им по должности являлся президент «Франс Телевизьон».

## Подразделения компании «Франс 2»
- (в 1975—1992 гг.)
  - Единица информации;
  - Единица спорта;
  - Единица тележурналов и документалистики4
  - Единица программ;
  - Единица потока;
  - Единица фикшена;
  - Единица кино;
  - Молодёжная единица;
- (в 1992—2010 гг.)
  - Единица программ;
  - Единица информации;
  - Единица спорта;
  - Единица фикшена;
  - Единица кино;
  - Цифровая единица;
  - Единица коммуникаций.

## Членство компании «Франс 2»
Компания являлась:
- в 1975—2010 гг. членом Европейского радиовещательного союза, в 1983—1998 гг. принимала участие в конкурсе «Евровидение» и ретранслировала его во Франции;
- в 1975—2010 гг. членом ассоциации «Сообщество франкоязычного телевидения» (Communauté des télévisions francophones).

## Активы компании «Франс 2»
Телекомпании принадлежали:
- кинокомпания «Франс 2 Синема», осуществляющая заказ производства телефильмов для телекомпании, выпускаемых также и в кинопрокат, ранее называлась — «Ле Фильм Антенн 2» (Les Films Antenne 2);
- рекламное агентством «Антенн 2 Публисите» в 1988—2010 гг. осуществлявшая продажу рекламного времени компании, с 1989 года имевшая общего генерального директора[1] с компанией «Аспас 3 Публисите».
- в 1989—2010 гг. часть капитала компании «Франс Дистрибюсьон» осуществлявшая издание производившихся по их заказу телефильмов, телесериалов, мультфильмов, мультсериалов и телешоу на видеокассетах, лицензированию издания произведений по их мотивами и производства сопутствующей продукции
- с 1998 года часть капитала телекомпании «Меццо», вещавшей по одноимённому одноимённый кабельно-спутниковый телеканал, на бывшей частоте «Франс Супервизьон»;
- в 1996—2009 гг. часть капитала телекомпании «Франс 4» (ранее — «Фестиваль»);
- Телецентр в Париже, с 1998 года общий с другими государственными телекомпаниями на бульвар Анри де Франс, 7.

## Финансирование телекомпании «Франс 2»
Телекомпания финансировалась Министерством экономики и финансов Франции преимущественно от средств от сбора абонемента (Redevance audiovisuelle) со всех владельцев радиоприёмников и телевизоров, в меньшей степени — за счёт продажи рекламного времени, продажи прав на разовый показ фильмов, телефильмов и телесериалов телекомпании другим телеорганизациям, продажи прав на создание по их мотивам других художественных произведений (новеллизаций, приквелов, сиквелов, римейков, видеоигр, комиксных адаптаций) и сопутствующей продукции (игрушек, одежды с изображением персонажей и т. д.), и их продажи населению на видеоносителях для индивидуального просмотра.

## Передачи
- информационные программы «Ле Журналь де 20 Ор» («Le Journal de 20 heures» — букв. «Телегазета в 20.00») и «Ле Журналь де 13 Ор» («Le Journal de 13 heures» — букв. «Телегазета в 13.00») (с 1979 года), до 1986 года назывались «Дневник Антенн 2» («Le Journal d’Antenne 2») и «Антен 2 Миди» («Antenne 2 Midi»);
- «Телематэн» («Télématin» — букв. «Телеутро») — утренняя бульварная телегазета;
- премьеры и повторы выпусков тележурналов, премьеры и повторы документальных телефильмов и эпизодов документальных телесериалов;
- премьеры и повторы выпусков телешоу (с 2010 года — в меньшем количестве), таких как «Intervilles», «Форт Боярд»;
- премьеры и повторы телефильмов и эпизодов телесериалов, в большей степени (до 2010 года — в меньшей степени) — иностранных, в немного меньшей степени (до 2010 года — в большей степени) снятых по заказу самого «Франс Телевизьон»;
- телевизионные премьеры и повторы фильмов, как снятых при участии кинокомпании «Франс 2 Синема», так и прочих французских и иностранных фильмов;
- реклама в частично ограниченном количестве (доходы от рекламы не могли превышать 25 % всего финансирования учреждения), с 2010 года — в сильно ограниченном количестве (реклама отсутствовала в вечерних передачах).

## Рейтинги
| 1976   | 1977   | 1978   | 1979   | 1980   | 1981   | 1982   | 1983   | 1984   | 1985   | 1986   | 1987   | 1988   | 1989   | 1990   | 1991   | 1992   | 1993   | 1994   | 1995   |
| ------ | ------ | ------ | ------ | ------ | ------ | ------ | ------ | ------ | ------ | ------ | ------ | ------ | ------ | ------ | ------ | ------ | ------ | ------ | ------ |
| 34.0 % | 31.3 % | 32.0 % | 33.9 % | 34.3 % | 36.6 % | 40.0 % | 46.2 % | 45.7 % | 42.2 % | 39.4 % | 32.0 % | 26.9 % | 23.4 % | 22.1 % | 21.3 % | 24.0 % | 24.7 % | 25.0 % | 23.8 % |

|      | Январь | Февраль | Март   | Апрель | Май    | Июнь   | Июль   | Август | Сентябрь | Октябрь | Ноябрь | Декабрь | Год    |
| ---- | ------ | ------- | ------ | ------ | ------ | ------ | ------ | ------ | -------- | ------- | ------ | ------- | ------ |
| 1996 |        |         |        |        |        | 23.9 % | 27.3 % | 23.3 % | 24.2 %   | 24.1 %  | 24.5 % | 24.8 %  | 24.2 % |
| 1997 | 23.2 % | 23.9 %  | 24.7 % | 24.7 % | 23.6 % | 22.9 % | 26.7 % | 22.4 % | 22.9 %   | 22.2 %  | 23.0 % | 23.7 %  | 23.7 % |
| 1998 | 22.7 % | 23.7 %  | 22.9 % | 22.5 % | 22.5 % | 22.9 % | 24.2 % | 21.9 % | 21.1 %   | 21.5 %  | 21.7 % | 21.6 %  | 22.5 % |
| 1999 | 22.1 % | 21.8 %  | 22.2 % | 22.6 % | 22.1 % | 22.6 % | 24.4 % | 21.6 % | 22.4 %   | 21.5 %  | 21.7 % | 21.6 %  | 22.3 % |
| 2000 | 22.2 % | 23.2 %  | 22.2 % | 21.8 % | 21.4 % | 22.3 % | 23.5 % | 20.8 % | 22.5 %   | 22.2 %  | 22.2 % | 21.5 %  | 22.1 % |
| 2001 | 20.6 % | 20.4 %  | 20.5 % | 21.1 % | 20.0 % | 21.0 % | 23.1 % | 20.0 % | 21.5 %   | 22.7 %  | 22.1 % | 21.0 %  | 21.1 % |
| 2002 | 20.9 % | 21.5 %  | 21.7 % | 21.2 % | 20.2 % | 19.1 % | 23.2 % | 18.9 % | 20.5 %   | 20.5 %  | 21.5 % | 20.2 %  | 20.8 % |
| 2003 | 20.1 % | 20.4 %  | 21.2 % | 21.0 % | 20.4 % | 20.2 % | 22.6 % | 20.3 % | 20.0 %   | 19.8 %  | 20.9 % | 19.5 %  | 20.5 % |
| 2004 | 19.7 % | 20.5 %  | 20.8 % | 19.9 % | 20.2 % | 20.9 % | 23.2 % | 21.9 % | 19.6 %   | 20.0 %  | 20.3 % | 19.9 %  | 20.5 % |
| 2005 | 19.7 % | 19.7 %  | 19.5 % | 19.8 % | 19.2 % | 20.1 % | 23.1 % | 18.8 % | 19.3 %   | 19.2 %  | 19.9 % | 19.7 %  | 19.8 % |
| 2006 | 19.1 % | 19.8 %  | 20.0 % | 19.6 % | 19.4 % | 18.0 % | 20.2 % | 18.4 % | 18.9 %   | 19.0 %  | 19.5 % | 18.8 %  | 19.2 % |
| 2007 | 18.3 % | 19.2 %  | 18.8 % | 18.2 % | 17.8 % | 18.1 % | 20.6 % | 16.8 % | 16.9 %   | 17.6 %  | 17.8 % | 17.3 %  | 18.1 % |
| 2008 | 18.3 % | 18.3 %  | 17.7 % | 17.6 % | 17.3 % | 17.3 % | 19.6 % | 17.7 % | 16.3 %   | 16.6 %  | 16.5 % | 16.2 %  | 17.5 % |
| 2009 | 16.7 % | 16.4 %  | 16.4 % | 16.2 % | 16.8 % | 16.9 % | 19.1 % | 15.4 % | 16.1 %   | 16.3 %  | 16.6 % | 16.4 %  | 16.7 % |
| 2010 | 16.1 % | 16.7 %  | 15.8 % | 15.7 % | 16.4 % | 16.3 % | 18.9 % | 14.7 % | 15.2 %   | 15.5 %  | 15.9 % | 15.9 %  | 16.1 % |
| 2011 | 15.3 % | 15.3 %  | 15.3 % | 15.0 % | 15.3 % | 15.2 % | 17.0 % | 13.1 % | 13.5 %   | 14.1 %  | 15.0 % | 14.5 %  | 14.9 % |
| 2012 | 14.7 % | 15.1 %  | 14.7 % | 14.4 % | 15.1 % | 14.6 % | 16.5 % | 17.1 % | 14.2 %   | 14.7 %  | 14.5 % | 13.9 %  | 14.9 % |
| 2013 | 14.0 % | 13.9 %  | 13.9 % | 13.6 % | 14.2 % | 15.1 % | 16.1 % | 12.9 % | 13.5 %   |         |        |         |        |